# Lijnbaansgracht 182
Lijnbaansgracht 182/Lijnbaansstraat 31-33 is een appartementencomplex in Amsterdam-Centrum.
Het is gesitueerd op de zuidelijke hoek van de Lijnbaansgracht en Lijnbaansstraat. Net als het complex aan de noordelijke hoek is dit woonblok afkomstig van Bouwmaatschappij Concordia NV en ontworpen door Pieter Johannes Hamer. Het zijn kleine arbeiderswoninkjes, die rond de jaren zestig van de 19e eeuw zijn neergezet en toen ten opzichte van de oudbouw een zekere mate van comfort boden. De woninkjes zijn na oplevering diverse keren gerenoveerd, omdat de eisen van de bewoners en ook verhuurders veranderden.
Het woonblok wordt door de Lijnbaansstraat gescheiden van Concordia-Zuid, ten zuiden wordt het belend door gebouw Elandsgracht 148, in Amsterdam bekend vanwege de jarenlange reclame  voor de Bijbel.

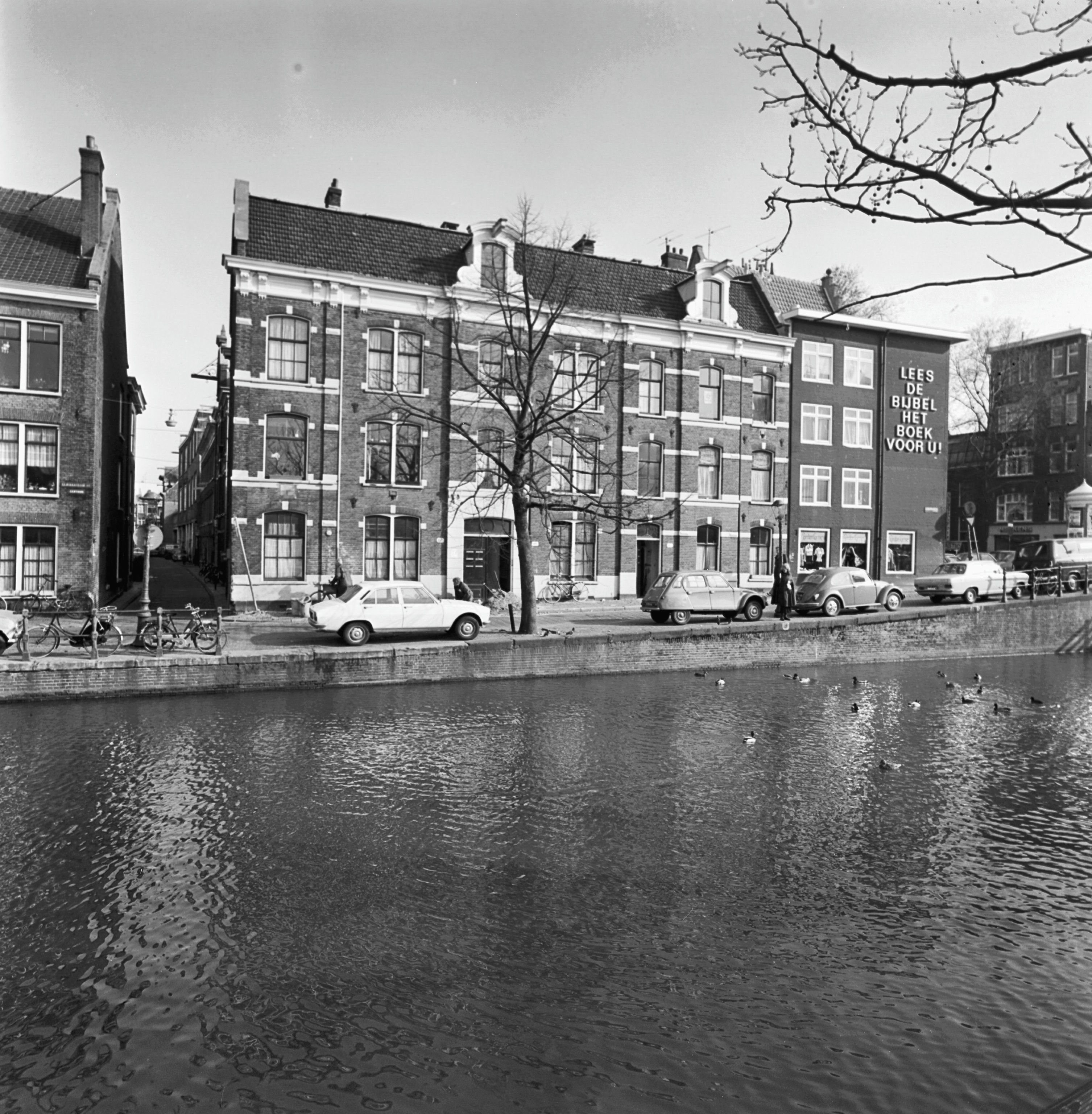
v.l.n.r. Lijnbaansstraat, Lijnbaansgracht 182, rechts Elandsgracht 148 (1976)